# Černá Voda (Orlické Záhoří)
Černá Voda (deutsch: Schwarzwasser) ist eine Grundsiedlungseinheit der Gemeinde Orlické Záhoří im Okres Rychnov nad Kněžnou in Tschechien. Es liegt am rechten Ufer der Wilden Adler, die hier die Staatsgrenze zu Polen bildet. Durch den Ort verläuft die Staatsstraße 311, die bei Bartošovice v Orlických horách beginnt und entlang des Ufers der Wilden Adler in nordwestlicher Richtung nach Deštné v Orlických horách führt. 

## Geographie
Černá Voda liegt zwischen dem Hauptkamm des Adlergebirges und den südlichen Ausläufern des Habelschwerdter Gebirges am rechten Ufer der Erlitz. Nachbarorte sind Nová Ves (Neudorf) im Südosten und Kunštát im Nordwesten. Jenseits der Grenze liegen die Ortschaften Mostowice im Nordwesten und Rudawa im Südosten. Nordwestlich befindet sich auf dem Adlergebirgskamm die Kunstädter Wallfahrtskapelle.

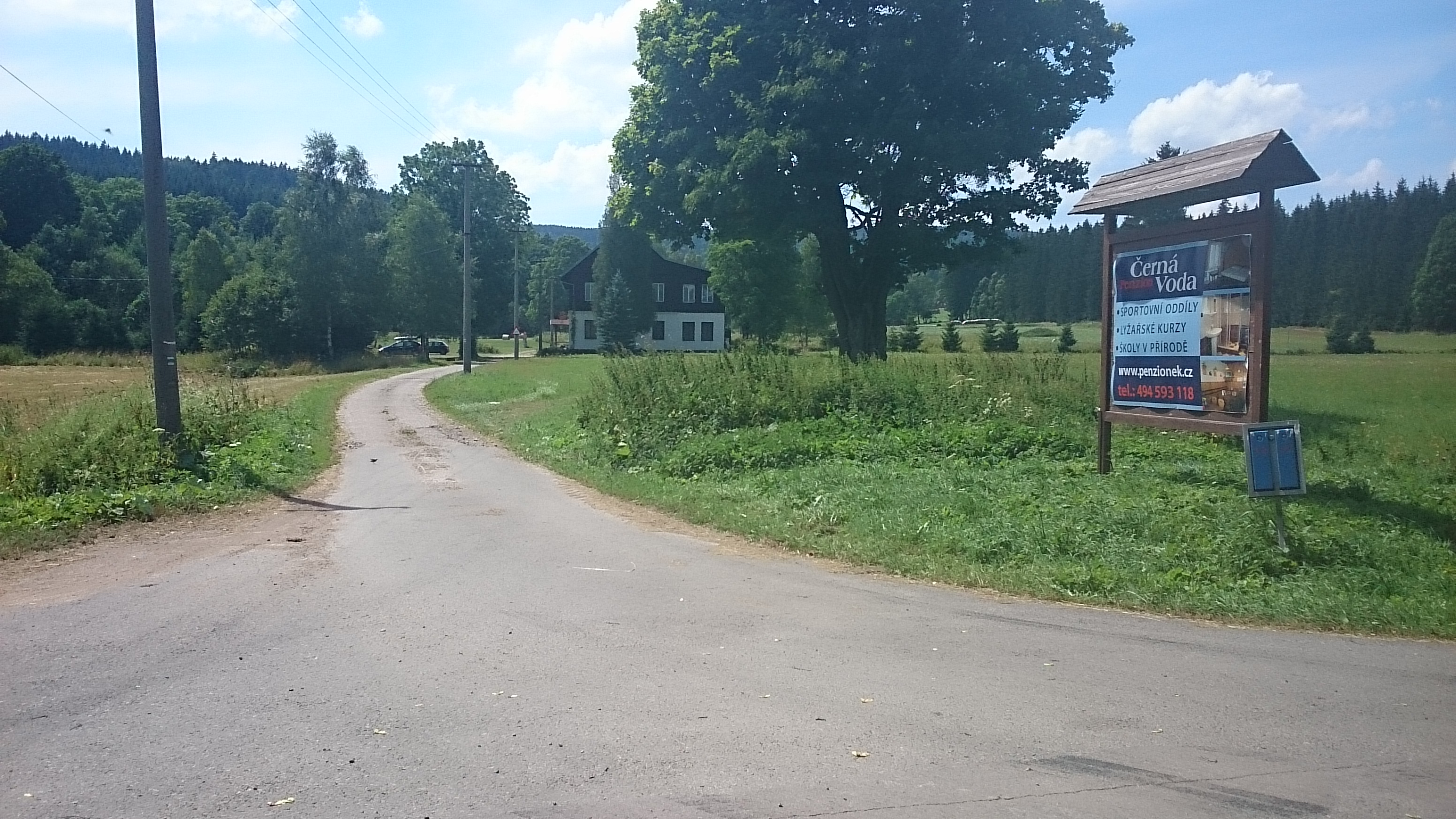
Zufahrt

## Geschichte
Schwarzwasser wurde 1576 als Streusiedlung für Waldarbeiter und Flösser angelegt. Es gehörte zum Königgrätzer Kreis und war zur Herrschaft Reichenau untertänig. Es war vermutlich zunächst nach Himmlisch Riebnai und später nach Kronstadt gepfarrt. 
Seit 1748 war Schwarzwasser eine selbständige Gemeinde und gehörte zur Bezirkshauptmannschaft Senftenberg. Im Ort befand sich eine zweiklassige Volksschule, die nach der Gründung der Tschechoslowakei weiter geführt wurde. 1939 lebten in Schwarzwasser 248 Einwohner in 65 Häusern. Infolge des Münchner Abkommens wurde es 1938 dem Deutschen Reich angeschlossen und gehörte bis 1945 zum Landkreis Grulich. Nach dem Zweiten Weltkrieg wurden die deutschen Bewohner vertrieben. Černá Voda blieb teilweise unbewohnt, wodurch zahlreiche Häuser dem Verfall preisgegeben wurden. 1960 wurde Černá Voda der neu gebildeten Gemeinde Orlické Záhoří eingegliedert. 

### Kolowratsche Glashütte
Die Reichenauer Grundherren Kolowrat betrieben im 17. und 18. Jahrhundert in Schwarzwasser eine Glashütte. Sie befand sich im Westen der Ortschaft beim ehemaligen Kolowratschen Jagdschloss. An ihre Existenz erinnert vermutlich ein Glashüttenwald mit der Lagebezeichnung „Na sklárně“ (An der Glashütte). Durch den Betrieb der Glashütte entwickelte sich neben Schwarzwasser auch die südlich gelegene Ortschaft Neudorf (Nová Ves).

## Sehenswürdigkeiten
- Kapelle Mariä Heimsuchung